# Múscids
Els múscids (Muscidae) són una família de dípters braquícers de l'infraordre dels esquizòfors, vulgarment coneguts com a mosques. Es distribueixen a tot el món. La família conté 187 gèneres i 5.218  espècies descrites. Entre elles està la mosca domèstica que viu associada a l'ésser humà; no obstant això, la majoria de les espècies no són sinantrópiques. El registre fòssil més antic data de l'Eocè.

## Característiques
Les antenes són de tres segments i amb aresta sovint plomosa en tota la seva longitud, hi ha una sutura frontal, i els caliptres estan ben desenvolupats. L'hipopleura no sol tenir pèls; en general, hi ha més d'una pèl esternopleural. La vena R té dues branques, la cel·la R5 és paral·lela o s'estreta distalment, i la vena 2A és curta i no arriba al marge de l'ala.

## Història natural
Les larves es desenvolupen principalment en matèria orgànica en descomposició i es poden trobar en diversos hàbitats, incloent fem, vegetació en descomposició, sòl, nius d'ocells i insectes i carronya.
Els adults poden ser depredadors, hematòfags, sapròfags o s'alimenten d'exsudats de plantes i animals. Són atrets per nombroses substàncies, com ara sucre, suor, llàgrimes i sang. La mosca comuna (Musca domestica) és l'espècie més coneguda. Altres mosques, pertanyents als gèneres Hydrotaea i Muscina, són importants a causa que s'utilitzen en estudis de casos forenses.
Molts múscids són vectors passius de patògens de malalties com la febre tifoidea, disenteria, àntrax, etc.

## Gèneres
Llista de gèneres segons el Catalogue of Life:
| - Adia - Aethiopomyia - Afromydaea - Agenamyia - Albertinella - Alluaudinella - Altimyia - Amicitia - Anaphalantus - Andersonosia - Anthocoenosia - Anthomyia - Apsil - Arthurella - Atelia - Atherigona - Auria - Azelia - Balioglutum - Beccimyia - Biopyrellia - Bithoracochaeta - Brachygasterina - Brevicosta - Bruceomyia - Bryantina - Buccophaonia - Calliphoroides - Camptotarsopoda - Caricea - Cariocamyia - Cephalispa - Chaetagenia - Chaetopapuaia - Chaetophaonia - Charadrella - Chortinus | - Coenosia - Cordilura - Cordiluroides - Correntosia - Crucianella - Curranosia - Cypselodopteryx - Cyrtoneurina - Dasyphora - Deltotus - Dichaetomyia - Dimorphia - Dolichophaonia - Drepanocnemis - Drymeia - Eginia - Eginiella - Eudasyphora - Exsul - Fraserella - Graphomya - Gymnodia - Gymnopapuaia - Haematobia - Haematobosca - Haematostoma - Haroldopsis - Hebecnema - Helina - Helinomydaea - Heliographa - Hemichlora - Hennigiola - Hennigmyia - Huckettomyia - Hydrotaea - Idiohelina | - Insulamyia - Itatingamyia - Lasiopelta - Limnohelina - Limnophora - Limnospila - Lispacoenosia - Lispe - Lispocephala - Lispoides - Lophosceles - Macroeginia - Macrorchis - Magma - Megophyra - Mesembrina - Metopomyia - Microcalyptra - Mitroplatia - Morellia - Mulfordia - Musca - Muscina - Mydaea - Myiophaea - Myospila - Neivamyia - Neodexiopsis - Neohelina - Neolimnophora - Neomuscina - Neomyia - Neorypellia - Neurotrixa - Notoschoenomyza - Nystomyia - Ochromusca | - Ocypodomyia - Ophyra - Opsolasia - Orchisia - Oxytonocera - Pachyceramyia - Palpibracus - Papuaia - Papuaiella - Paracoenosia - Paralimnophora - Parastomoxys - Parvisquama - Passeromyia - Pectiniseta - Pentacricia - Phaomusca - Phaonia - Phaonidia - Phaonina - Philornis - Pictia - Pilispina - Plexiopsis - Plumispina - Polietes - Polietina - Potamia - Prohardyia - Prostomoxys - Pseudocoenosia - Pseudohelina - Pseudoptilolepis - Psilochaeta - Pygophora - Pyrellia - Pyrellina | - Reinwardtia - Reynoldsia - Rhabdoptera - Rhinomusca - Rhynchomydaea - Rypellia - Sarcopromusca - Scenetes - Schoenomyza - Schoenomyzina - Scutellomusca - Sinophaonia - Souzalopesmyia - Spanochaeta - Spathipheromyia - Spilogona - Stomopogon - Stomoxys - Stygeromyia - Syllimnophora - Syngamoptera - Synthesiomyia - Tamilomyia - Tertiuseginia - Tetramerinx - Thaumasiochaeta - Thricops - Trichomorellia - Villeneuvia - Xenomorellia - Xenomyia - Xenotachina - Xestomyia |

## Imatges

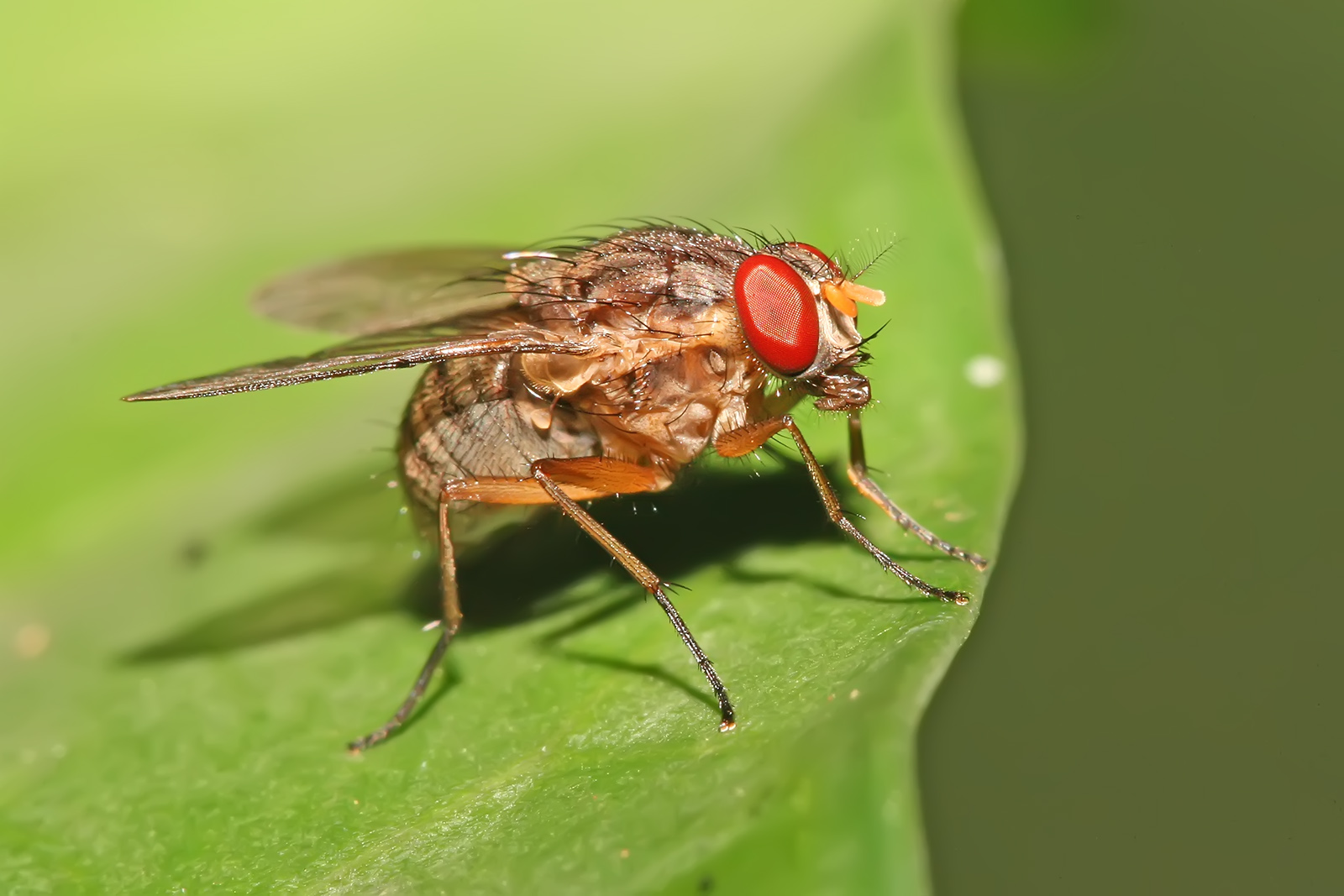
Mydaeinae sp.
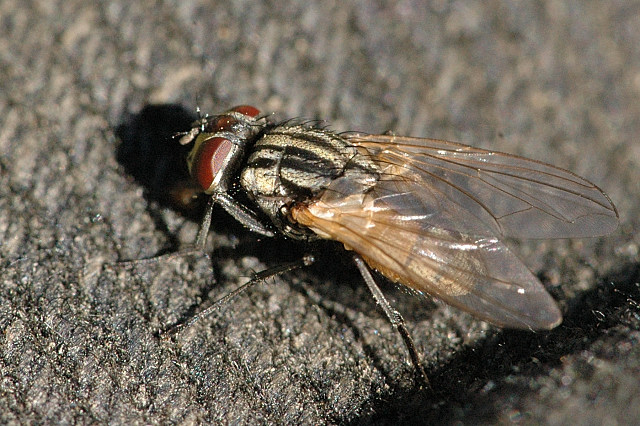
Musca domestica
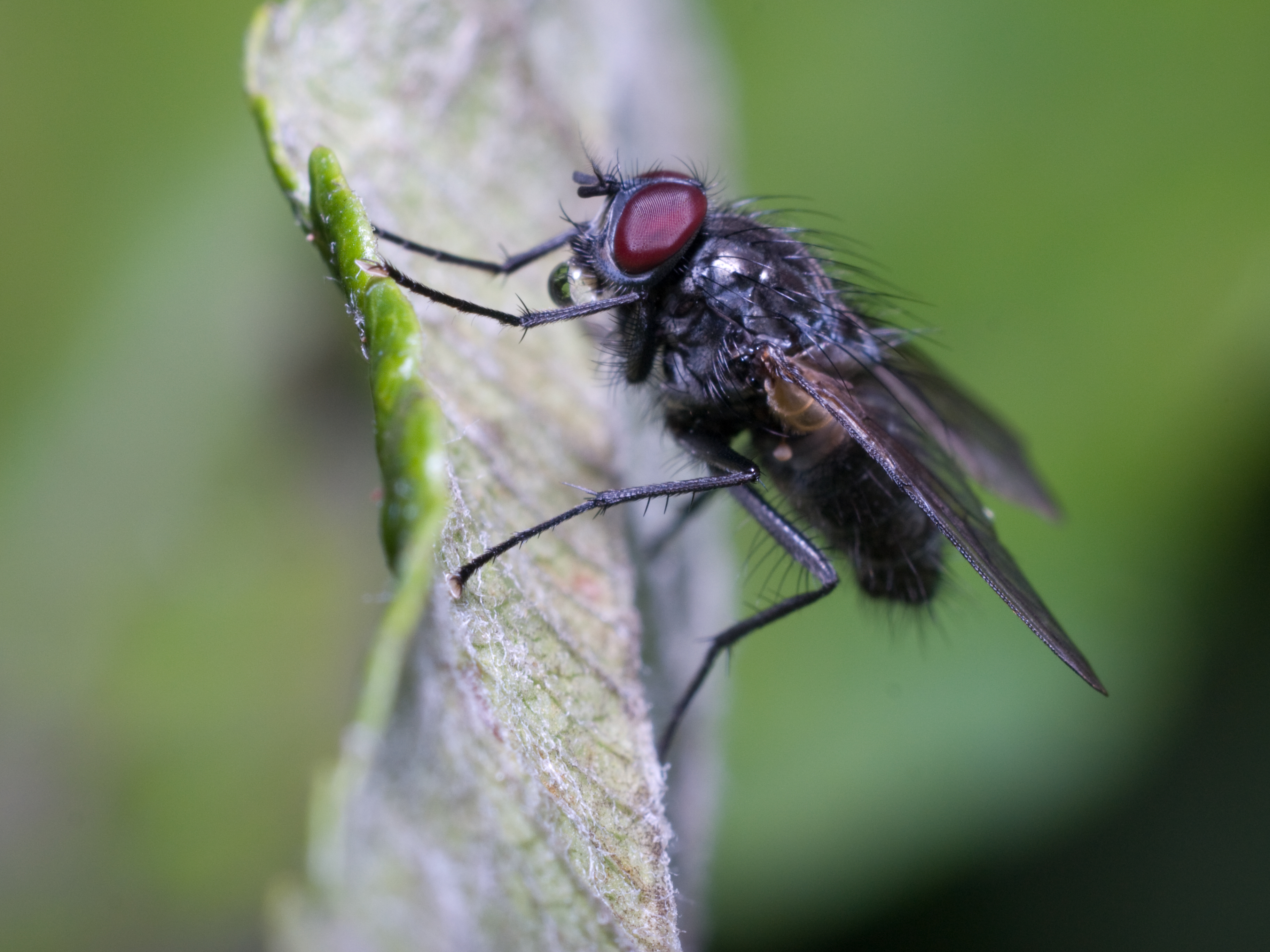
Muscidae sp.
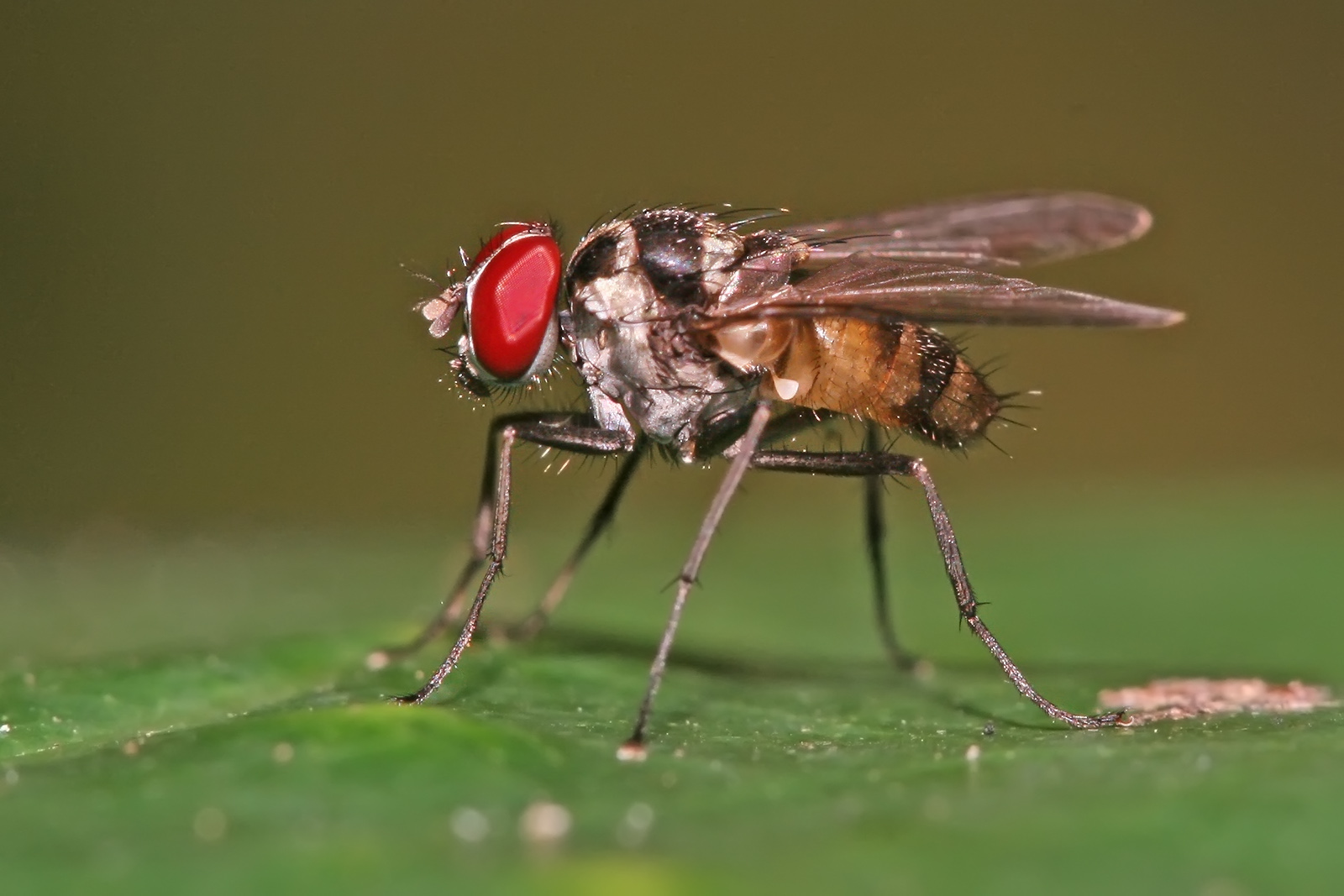
Limnophora sp.
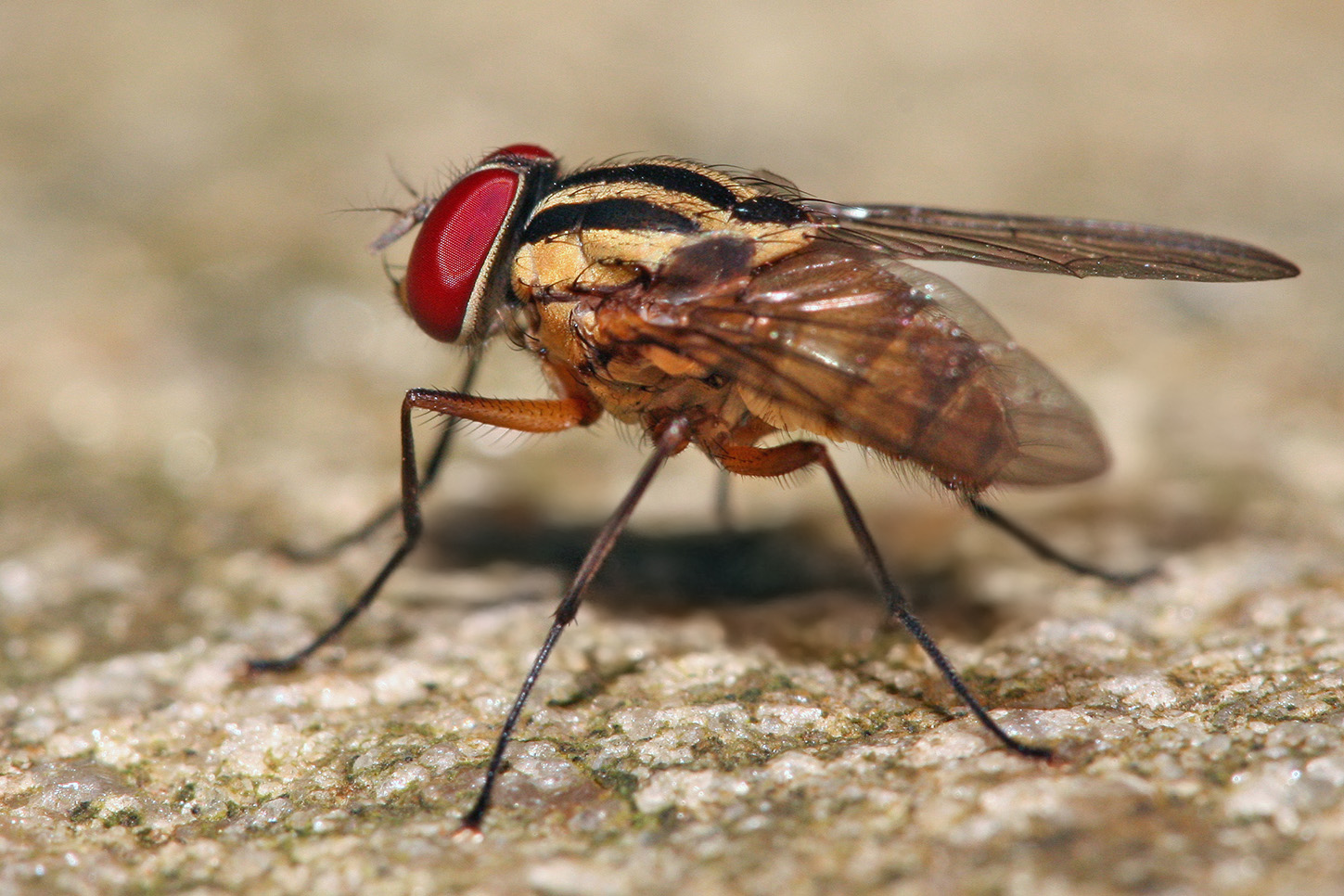
Graphomya eustolia
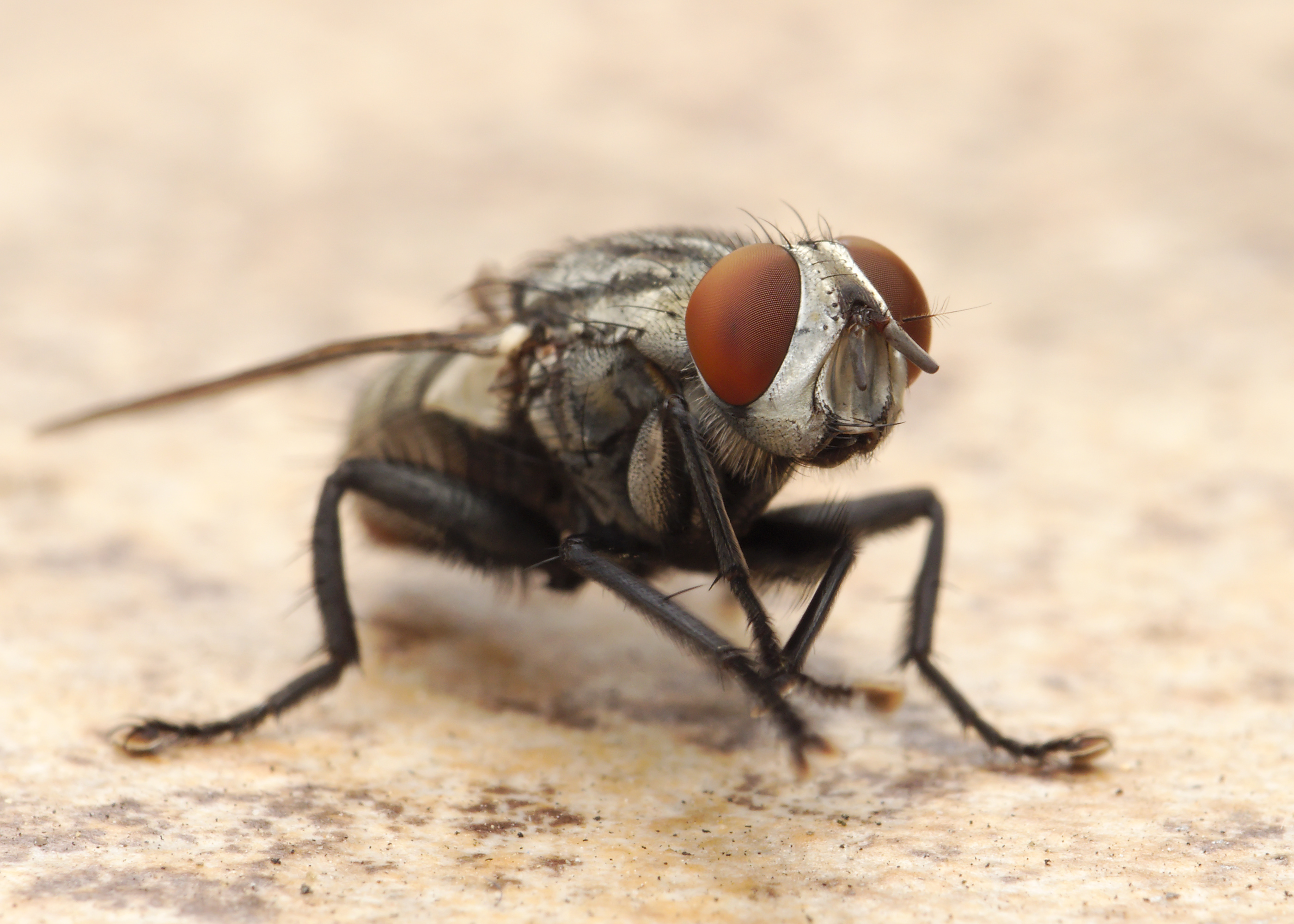
Musca domestica